# 소말리아 올림픽 위원회
소말리아 올림픽 위원회(소말리어: Guddiga Olimbikada Soomaaliyeed)는 소말리아를 대표하는 국가 올림픽 위원회이다. IOC 코드는 SOM이다. 본부는 모가디슈에 있으며 아프리카 국가 올림픽 위원회 연합에 소속되어 있다.
1959년에 설립되었으며 1972년에 국제 올림픽 위원회의 승인을 받았다. 올림픽, 올아프리카 게임을 비롯한 국제 스포츠 대회에 참가하는 소말리아의 선수들을 대표한다.